# Mikroregion Vão do Paranã
Die Mikroregion Vão do Paranã (deutsch: Paranã-Ebene) liegt im Mittelwesten (Região Central-Oeste) von Brasilien. Sie ist eine durch das IBGE (Instituto Brasileiro de Geografia e Estatística) für statistische Zwecke festgelegte Region im brasilianischen Bundesstaates Goiás und gehört zur Mesoregion Ost-Goiás. Sie umfasst 20 Gemeinden.

## Geografische Lage
Die Mikroregion Vão do Paranã grenzt an die Mikroregionen (Mesoregionen):
- Im Westen und Norden an Chapada dos Veadeiros (Nord-Goiás)
- Im Osten an Barreiras und Santa Maria da Vitória (beide in Extremo Oeste Baiano, BA)
- Im Süden an Unaí (Noroeste de Minas, MG)
- Im Südwesten an Entorno de Brasília

## Gemeinden in der Mikroregion Vão do Paranã
| Gemeinde             | Lage                                 | Fläche (km²) | Einwohner geschätzt 2009 | Einw./km² | BIP 2007 (Mio. R$) | BIP pro Kopf (R$) |
| -------------------- | ------------------------------------ | ------------ | ------------------------ | --------- | ------------------ | ----------------- |
| Alvorada do Norte    | Lage von Alvorada do Nortea in Goiás | 1.259,495    | 8.666                    | 6,9       |                    |                   |
| Buritinópolis        | Lage von Buritinópolis in Goiás      | 268,115      | 3.573                    | 13,3      |                    |                   |
| Damianópolis         | Lage von Damianópolis in Goiás       | 415,349      | 3.678                    | 8,9       |                    |                   |
| Divinópolis de Goiás | Lage von Divinópolis de Goiás        | 831,134      | 5.570                    | 6,7       |                    |                   |
| Flores de Goiás      | Lage von Flores de Goiás             | 3.709        | 11.483                   | 3,1       |                    |                   |
| Guarani de Goiás     | Lage von Guarani de Goiás            | 1.229,122    | 4.093                    | 3,3       |                    |                   |
| Iaciara              | Lage von Iaciara in Goiás            | 1.625,284    | 12.855                   | 7,9       |                    |                   |
| Mambaí               | Lage von Mambaí in Goiás             | 859,555      | 7.096                    | 8,3       |                    |                   |
| Posse                | Lage von Posse in Goiás              | 1.949,632    | 31.257                   | 16,0      |                    |                   |
| São Domingos         | Lage von São Domingos in Goiás       | 3.295,558    | 10.116                   | 3,1       |                    |                   |
| Simolândia           | Lage von Simolândia in Goiás         | 347,823      | 7.331                    | 21,1      |                    |                   |
| Sítio d'Abadia       | Lage von Sítio d'Abadia in Goiás     | 1.598,337    | 3.510                    | 2,2       |                    |                   |
| Total:               | Mikroregion Vão do Paranã in Goiás   | 17.388,823   | 109.228                  | 6,3       |                    |                   |